# Schleusegrund
Schleusegrund è un comune di 2 628 abitanti della Turingia, in Germania.
Appartiene al circondario (Landkreis) di Hildburghausen (targa HBN) ed è indipendente delle comunità amministrative (Verwaltungsgemeinschaft).
È attraversato dal fiume Schleuse nella sua frazione di Schönbrun, poco a valle del bacino artificiale che il fiume alimenta.